# C-Index
C-Index (Conference Index)는 학술대회가 일정한 형식을 갖추고 운영되는지를 가늠함으로써 부실 학술대회 여부를 판단하는 기준으로 고안되었으며, 공명정대한 연구 결과의 발표와 토론의 장을 되살기기 위해 준비되었다 [2019년 10월 17일, 한국공보뉴스,
WASET 혹은 OMICS 등의 기업이 주관하는 학술대회들은 2019년 4월 미국 연방법원의 판결을 통해 몇 가지 이유로 부실하다는 평가를 받았으나, 여기에 언급된 기준들은 부실 학술대회 여부를 판단하기에 부족한 감이 있다.
학술대회가 학술 발표 및 토론으로 구성되는 '지식 교류의 장'이라는 특성을 고려하여, C-index는 (1) 학술대회 주제 설정 여부, (2) 논문 발표자 수준, (3) 개별 논문 발표 시간, (4) 논문별 질의 응답 시간, (5) 좌장의 발표 논문 사전 검토, (6) 초청강연 혹은 전체 토론 진행, (7) 동영상 촬영 자료 공개 여부 등을 평가 요소로 하고 있다.
C-Index는 주관 기관, 장소, 일정 등 형식적 요소는 평가하지 않으며, 개별 학술대회에 대해 독립적인 평가를 진행하는 것이 특징이다. 즉, 한 학술단체가 2개의 학술대회를 개최한 경우 각 학술대회는 다른 등급을 받을 수도 있다.
2019년 한국연구재단에 등록된 학술단체가 진행한 132개 학술대회를 평가한 자료가 최초 공개되었으며, 매년 상반기와 하반기에 무료로 제공 보관됨 2019-11-02 - 웨이백 머신된다.
C-Index를 각 대학에서 교수업적평가의 학술대회 논문 실적에 반영하는 것이 바람직하다는 기사가 추가로 게시되었다.